# Michael Kutschker
Michael Kutschker (* 17. Dezember 1943 in Liegnitz) ist ein deutscher Wirtschaftswissenschaftler.

## Leben
Nach dem Abitur in Heidelberg 1963 studierte Kutschker von 1965 bis 1970 Betriebswirtschaftslehre an der Universität Mannheim und schloss mit dem Diplom ab. Von 1970 bis 1975 war er dort wissenschaftlicher Angestellter (SFB 24 Sozialwissenschaftliche Entscheidungsforschung) und wurde 1972 zum Dr. rer. pol. promoviert. Von 1975 bis 1979 war er wissenschaftlicher Angestellter am Lehrstuhl für Planung der Universität München. Von 1980 bis 1985 war er Senior Executive bei Osram in München, von 1985 bis 1988 Vize-Präsident Marketing bei Osram. Im Jahr 1982 habilitierte er sich an der Universität München zum Dr. rer. pol. habil.
Von 1989 bis 1993 war er Professor für Internationales Management an der Universität Hohenheim. Im Jahr 1993 wechselte er auf den Lehrstuhl für ABWL und Internationales Management an der Katholischen Universität Eichstätt-Ingolstadt, den er bis zu seiner Emeritierung im März 2009 innehatte. Von 1995 bis 1997 war er dort Dekan der Wirtschaftswissenschaftlichen Fakultät.

## Schriften
- mit Stefan Schmid: Internationales Management, München 2002 (zuletzt: 7. Auflage 2011, München 2011, ISBN 978-3-486-59713-4).
- Management verteilter Kompetenzen in multinationalen Unternehmen, Management International Review,  Wiesbaden 1999, ISBN 978-3-409-11492-9.
- Perspektiven der Internationalen Wirtschaft, Wiesbaden 1999, ISBN 3-409-11462-9.
- mit Antje Bendt: Management in Indien, Aachen 1999.
- Integration der Internationalen Unternehmung, Management International Review, Wiesbaden 1998, ISBN 978-3-409-12093-7.
- Management in China. Die unternehmerischen Chancen nutzen, Frankfurt am Main 1997, ISBN 3-929368-81-1.
- Feldtheoretische Perspektiven für den Interaktionsansatz des Investitionsgütermarketing, Unveröffentlichte Habilitationsschrift, München 1981.
- mit Werner Kirsch und Hartmut Lutschewitz: Ansätze und Entwicklungstendenzen im Investitionsgütermarketing, 2. Aufl., Stuttgart 1980, ISBN 3-7910-9114-X.
- mit Werner Kirsch: Industriegütermarketing und -einkauf in Europa – Deutschlandstudie, München 1979.
- mit Werner Kirsch: Das Marketing von Investitionsgütern. Theoretische und empirische Perspektiven eines Interaktionsansatzes, Wiesbaden 1978, ISBN 3-409-30821-0.
- mit Werner Kirsch: Verhandlungen in multiorganisationalen Entscheidungsprozessen. Eine empirische Untersuchung der Absatz- und Beschaffungsentscheidungen auf Investitionsgütermärkten, München 1978, ISBN 3-88232-020-6.
- mit Hartmut Lutschewitz: Die Diffusion von innovativen Investitionsgütern, Mannheim 1977.
- mit Helmut Crott und Helmut Lamm: Verhandlungen II. Organisationen und Nationen als Konfliktparteien, Stuttgart 1977.
- mit Helmut Crott und Helmut Lamm: Verhandlungen I. Individuen und Gruppen als Konfliktparteien, Stuttgart 1977.
- mit Werner Kirsch, Konrad Roth, Hartmut Lutschewitz, Bernd Huppertsberg und Jürgen Schneider: Konzeption und Methodik des Forschungsprojektes "Marketing- und Beschaffungsentscheidungen auf Investitionsgütermärkten, Mannheim 1975.
- mit Konrad Roth: Das Informationsverhalten vor industriellen Beschaffungsentscheidungen. Veröffentlichung aus dem SFB 24, Universität Mannheim, Mannheim 1975.
- Verhandlungen als Elemente eines verhaltenswissenschaftlichen Bezugsrahmens des Investitionsgütermarketing, Dissertation, Mannheim 1972.